# Rivalidad futbolística entre Australia y Nueva Zelanda
Las selecciones de fútbol de Nueva Zelanda y Australia comparten una rivalidad futbolística histórica. Se eliminaron mutuamente en varias ocasiones en las eliminatorias de la Confederación de Fútbol de Oceanía para la Copa Mundial y definieron entre ellos tres veces el trofeo de la Copa de las Naciones de la OFC. Siempre se disputaron el primer puesto de Oceanía, aunque los australianos llevan una ventaja muy evidente.
Entre 1983 y 1995 disputaron entre sí la Copa Trans-Tasman.

## Historia

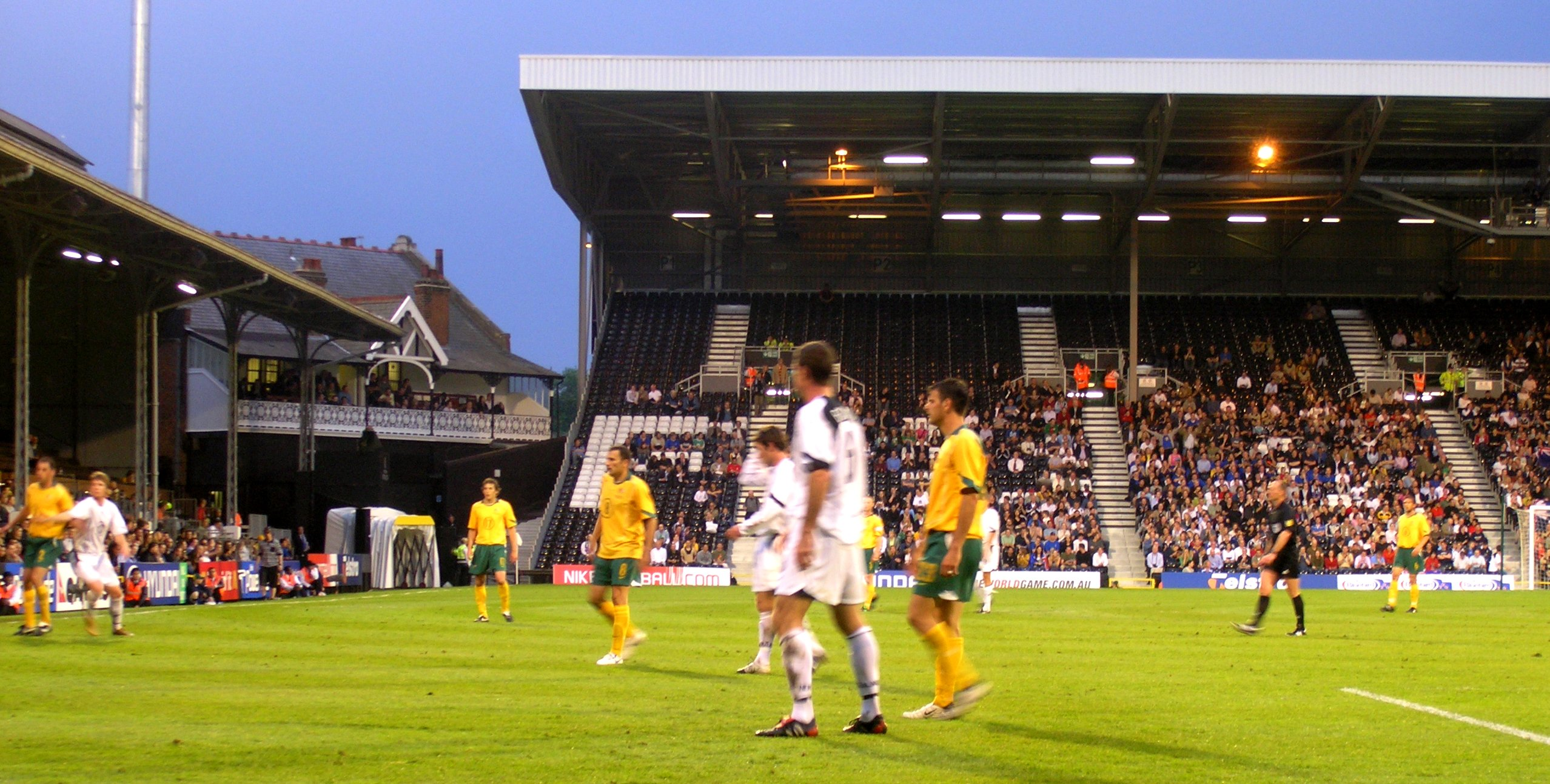
Partido amistoso entre y el 9 de junio de 2005 en Londres.

Los comienzos de la rivalidad entre los All Whites neozelandeses y los Socceroos australianos se remonta a los inicios de estas dos selecciones de fútbol. En sus comienzos los dos equipos solo jugaban amistosos entre sí, solían hacerlo tres veces por año, en 1922 y 1923 los resultados eran altamente favorables para Nueva Zelanda, quien de 6 partidos había ganado 3, con 2 empates y 1 victoria australiana. Pero la tradición de enfrentarse 3 veces por año comenzó a dificultarse y recién se reanudó en 1933, siguiendo en 1936, 1948 (se jugaron 4 partidos), 1954 y 1958 (solo se disputaron 2 partidos). en esos años la balanza comenzó a decantarse por Australia que llevaba 13 partidos ganados de 15 jugados, con goleadas como 8-1 o 10-0. Esta tradición se interrumpió por diversos factores, en primer lugar, los combinados comenzaron a tomar parte de las Eliminatorias rumbo a los Mundiales por lo que disputaban partidos oficiales periódicamente, en segundo lugar, se creó la Confederación de Fútbol de Oceanía que buscaba darle más participación a los equipos de la región organizando torneos continentales como la Copa de las Naciones de la OFC. Desde allí comenzaron a enfrentarse la mayoría de veces por partidos oficiales, en 1978 Australia eliminó a Nueva Zelanda en las eliminatorias para el Mundial de Argentina, y en 1982 los All Whites hicieron lo propio con los Socceroos. Nuevamente en 1994 se cruzaron por eliminatorias y Australia ganó a los neozelandeses, hecho que se repitió en 1998. Pero en ese mismo año se enfrentaron para definir al campeón de la Copa de las Naciones de la OFC 1998, Nueva Zelanda sorprendió al mundo futbolístico venciendo a los Socceroos por 1-0, en la siguiente edición (2000) Australia obtuvo el título ganándole a su histórico rival, pero en 2002 la final volvió a cruzar a neozelandeses y australianos, finalizando con un nuevo título para los primeros. Desde la ida de Australia a la Confederación Asiática de Fútbol en 2006 solo disputaron partidos amistosos, que terminaron siempre con victoria para los australianos.

## Lista de enfrentamientos destacados
- Competición: Amistoso

| 11 de julio de 1936 | Nueva Zelanda | 0:10 | Australia | Athletic Park, Wellington, Nueva Zelanda |  |

- Competición: Amistoso

| 28 de agosto de 1948 | Nueva Zelanda | 0:7 | Australia | Lancaster Park, Christchurch, Nueva Zelanda |  |

- Competición: Amistoso

| 11 de septiembre de 1948 | Nueva Zelanda | 1:8 | Australia | Blandford Park, Auckland, Nueva Zelanda |  |

- Competición: Clasificación de AFC y OFC para la Copa Mundial de Fútbol de 1982

| 16 de mayo de 1981 | Australia | 0:2 | Nueva Zelanda            | Campo de Críquet de Sídney, Sídney, Australia |  |
|                    |           |     | Wooddin 29' · Turner 81' |                                               |  |

- Competición: Clasificación de OFC para la Copa Mundial de Fútbol de 1994

| 6 de junio de 1993 | Australia                        | 3:0 | Nueva Zelanda | Olympic Park Stadium, Melbourne, Australia |  |
|                    | Veart 1' · Vidmar 3' · Zelic 49' |     |               |                                            |  |

- Competición: Clasificación de OFC para la Copa Mundial de Fútbol de 1998

| 5 de julio de 1997 | Australia      | 2:0 | Nueva Zelanda | Olympic Park Stadium, Melbourne, Australia |  |
|                    | Zelic · Arnold |     |               |                                            |  |

- Competición: Copa de las Naciones de la OFC 1998

| 4 de octubre de 1998 | Australia | 0:1 | Nueva Zelanda | Suncorp Stadium, Brisbane, Australia                        |                                                             |
|                      |           |     | Burton 24'    | Asistencia: 12.000 espectadores Árbitro(s): Massimo Raveino | Asistencia: 12.000 espectadores Árbitro(s): Massimo Raveino |

- Competición: Copa de las Naciones de la OFC 2000

| 28 de junio de 2000 | Nueva Zelanda | 0:2 | Australia               | Stade Pater, Pirae, Polinesia Francesa                 |                                                        |
|                     |               |     | Murphy 40' · Foster 66' | Asistencia: 300 espectadores Árbitro(s): Harry Attison | Asistencia: 300 espectadores Árbitro(s): Harry Attison |

- Competición: Copa de las Naciones de la OFC 2002

| 14 de julio de 2002 | Nueva Zelanda | 1:0 | Australia | Mount Smart Stadium, Auckland, Nueva Zelanda                 |                                                              |
|                     | Nelsen 78'    |     |           | Asistencia: 4.000 espectadores Árbitro(s): Charles Ariiotima | Asistencia: 4.000 espectadores Árbitro(s): Charles Ariiotima |

## Historial
Datos actualizados hasta el 17 de octubre de 2023.
| Equipo        | Partidos Jugados | Partidos Ganados | Partidos Empatados | Goles a favor |
| ------------- | ---------------- | ---------------- | ------------------ | ------------- |
| Australia     | 65               | 41               | 11                 | 156           |
| Nueva Zelanda | 65               | 13               | 11                 | 69            |

## Goleadores
| Puesto | Jugador             | Selección     | Goles |
| ------ | ------------------- | ------------- | ----- |
| 1      | George Smith        | Australia     | 16    |
| 2      | Frank Parsons       | Australia     | 12    |
| 3      | George Campbell     | Nueva Zelanda | 7     |
| 4      | Alec Cameron        | Australia     | 6     |
| 4      | Billy Price         | Australia     | 6     |
| 4      | Ron Hughes          | Australia     | 6     |
| 4      | Graham Arnold       | Australia     | 6     |
| 8      | Attila Abonyi       | Australia     | 5     |
| 9      | Ted Cook            | Nueva Zelanda | 4     |
| 9      | Jim Kershaw         | Nueva Zelanda | 4     |
| 9      | Charlie Steele, Jr. | Nueva Zelanda | 4     |
| 9      | Peter Ollerton      | Australia     | 4     |